# 万世郡
万世郡，亦作万安郡，中国南北朝时设置的郡。
北周天和元年（566年）析巴东郡、通川郡二郡置万世郡，治所在万世县（今重庆市开州区东北大进镇），隶属于开州。下辖万世县、永宁县二县。辖境相当今重庆市开州区东北部地区。隋文帝开皇三年（583年）废万世郡，属县直属开州。隋恭帝义宁二年（618年）析巴东郡盛山县、新浦县、通川郡万世县、西流县置万世郡，不久改为盛山郡。唐高祖武德元年（618年）改郡为州，盛山郡改为开州。